# Valle de Valdebezana
Valle de Valdebezana est une commune d'Espagne dans la communauté autonome de Castille-et-León, province de Burgos. Elle s'étend sur 156,6 km2 et comptait environ 569 habitants en 2011.

## Localités
- Riaño